# Hipogej Sant'Iroxi
Hipogej Sant'Iroxi, znan tudi kot  Grobnica vojščakov, je arheološko najdišče v bližini mesta Decimoputzu v provinci Južna Sardinija, Italija.
Hipogej, odkrit leta 1987, je datiran v pozni neolitik okoli leta 3000 pr. n. št. Približno 1500 let so ga uporabljali prebivalci bližnje vasi, h kateri je spadal. Hipogej je iz obdobja ozierske kulture, ki je bila predhodnica bonanarske kulture.
Ime je dobil po več kot 200 okostjih v 13 kronoloških slojih in bogati vojaški opremi iz obdobja 1650-1600 pr. n. št. Med najdbami je bilo 19 mečev in bodal iz arzenovega brona. Meči in trikotna rezila so dolga od 27 do 66 cm in so podobna mečem iz španske elalgarske kulture. Zbirko orožja hrani Nacionalni arheološki muzej v Cagliariju.